# Kuang-csi templom
A Kuang-csi templom (egyszerűsített kínai: 广济寺; hagyományos kínai: 廣濟寺) Peking egyik buddhista vallási létesítménye, a kínai buddhista társaság központja.

## Története
Az eredeti templom a Csin-dinasztia (1115–1234) idején épült. Számos kiegészítés és változtatás után, a Ming-dinasztia (1368–1644) alatt alakult ki végső formája. Az eredeti építmények az évszázadok alatt három-három bővítésen, tűzvészen és rekonstrukción mentek át. Mai formájában 2,3 hektárt foglal el. Fő épülete a főkapu, a Mennyei király-, a Mahávira-, a bódhiszattva és a szútra csarnok.
A Mahávira-csarnokban egy Buddha- és 18 arhat-szobor van. Hátuk mögött egy falfestmény látható, amelyet a Csing-dinasztia (1644–1912) idején festett alkotója, inkább ujjait, mintsem ecseteit használva. A festmény öt méter magas és tíz méter széles. A csarnok előtt egy nagy, két méter magas bronztartó áll, amely Csien-lung kínai császár uralkodásának idején, 1793-ban készült. A tartót a buddhizmus nyolc szerencsejele – kagyló, végtelen csomó, hal, lótuszvirág, napernyő, váza, győzelmi zászló és létkerék (dharmacsakra) – díszíti.
A Szútra-házban azokat az ajándékokat tartják, amelyeket más államok buddhistáitól kaptak, illetve több mint százezer szútra-kötetet őriznek. Vannak köztük olyanok, amelyeket a Szung-dinasztia (960-1279) és a Ming-dinasztia idején írtak vérrel.